# Красная Дубрава (Новодеревеньковский район)
Красная Дубрава — деревня в Новодеревеньковском районе Орловской области России.
Входит в состав Никитинского сельского поселения.

## География
Деревня находится юго-восточнее деревни Муравьёвка.
Восточнее Красной Дубравы протекает река Переволочинка; в деревне расположена плотина вдоль балки пруда «Краснодубравский» (на реке Переволочинка).

## Население
| 2010 |
| ---- |
| 7    |

## Инфраструктура
Личное подсобное хозяйство.

## Транспорт
Просёлочная дорога из Красной Дубравы выходит на автомобильную дорогу 54К-14.